# رندال مک‌مورفی

جک نیکلسون در نقش رندال مک مورفی در فیلم دیوانه از قفس پرید با کارگردانی میلوش فورمن ۱۹۷۵

رندل پاتریک مک‌مورفیکه به آر. پی. مک‌مورفی نیز شناخته می‌شود، یک شخصیت ساختگی و قهرمان داستان رمان پرواز بر فراز آشیانه فاخته اثر سال ۱۹۶۲ کن کیسی است. او در تئاتر پلای و فیلم دیوانه از قفس پرید که از آن رمان اقتباس شده است نیز ظهور دارد. جک نیکلسون نقش آر.پی. مک‌مورفی را در فیلم مزبور ایفا نموده است و بخاطر ایفای این نقش برنده جایزه اسکار بهترین بازیگر نقش اول مرد شده است.
ریچارد گری، نویسنده کتاب تاریخ ادبیات آمریکایی، مک‌مورفی را "یک یاغی اصیل آمریکایی" (به انگلیسی: authentic American rebel) نامیده است، وی یک گاوچران شهری، دارای زبان ساده، دارای زندگی سخت، یک قمار باز و یک شخص خطر پذیر و " قهرمان " داستان است. گری معتقد است که مک مورفی در این رمان، به قهرمانانی مثل سوپرمن شبیه است.
Glen O. Gabbard, Krin Gabbard, نویسندگان کتاب «روان پزشکی و سینما» (به انگلیسی: Psychiatry and the Cinema) در مورد وی گفته‌اند که مک مورفی: «یک شخصیت مسیح‌گونه است که شوک درمانی تاج خار و لوبوتومی صلیب وی است.》ref>Gabbard and Gabbard, p. 18.</ref>

## بیوگرافی شخصیت داستانی
مک‌مورفی یک شخص ایرلندی آمریکایی است که به جرم تماس فیزیکی غیرقانونی و قمار مجرم شناخته شده است. (وی همچنین متهم به تجاوز جنسی قانونی یا رابطه با فردی با سن کمتر از سن قانونی است اما هرگز بخاطر آن محکوم نشده است؛ او ادعا می‌کرده رابطه‌ای بر مبنای رضایت طرفین بوده است).
او یک کهنه سرباز جنگ کره است که در حین جنگ اسیر بود و نشان صلیب خدمات ممتاز ایالات متحده به خاطر رهبری عملیات فرار از اسارت چینیها به وی اهدا شده بود، اما وی به خاطر نافرمانی ترخیص شده است. او برای مدت کوتاهی به زندان محکوم شده است؛ اما تصمیم می‌گیرد که خود را دیوانه اعلام کند تا دستور انتقال خود به یک بیمارستان روانپزشکی را بگیرد، جایی که او انتظار دارد در آنجا بقیه اوقات خود را در محیطی (به نسبت) راحت و لوکس سپری کند.